# Tallinnská technická univerzita
Tallinnská technická univerzita (estonsky: Tallinna Tehnikaülikool), označovaná často zkratkou TalTech, je veřejná vysoká škola v estonském hlavním městě Tallinu. Pobočky má i v Tartu a Kohtla-Järve. Založena byla roku 1918. Má pět fakult: inženýrskou, obchodní, vědeckou, informatickou (původně samostatná škola, součástí univerzity od 2017) a námořní akademii, která se stala součástí univerzity v roce 2014. Status univerzity získala škola 15. září 1936 zákonem prezidenta republiky. Tehdy nesla název Technický institut v Tallinnu. V roce 1938 získala název současný. Roku 2018 přijala oficiální zkratku TalTech, která tak nahradila dřívější zkratku TTÜ a anglickou zkratku TUT. V mezinárodních žebříčcích je dlouhodobě třetí nejlépe hodnocenou univerzitou v pobaltských státech. Nejlépe hodnocenými katedrami univerzity jsou katedra biologických věd a katedra společenských věd. Podle QS World University Rankings 2024 je 651.-660. nejlepší univerzitou světa. K roku 2023 na ní studovalo asi 11 tisíc studentů. Mottem univerzity je Mente et manu (Moudrostí a rukama). Univerzita rozvíjí širokou spolupráci s českými univerzitami.